# Nokia N76

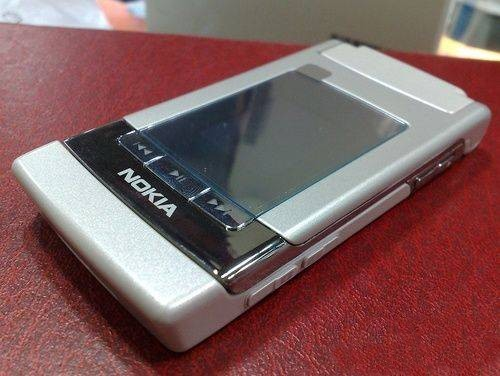

Nokia N76 este un smartphone produs de corporația multinațională de origine finlandeză Nokia, care dispune de tehnologia 3G.